# Tavigny
Tavigny (en wallon Tavni) est une section de la ville belge de Houffalize située en Région wallonne dans la province de Luxembourg.
C'était une commune à part entière avant la fusion des communes de 1977.

## Toponymie
- Teuenihc en 893[1]

## Démographie
- Source: INS Recensements population

## Histoire

### Les origines
Pas mal de vestiges montrent une occupation ancienne des environs de Tavigny (Mont St Martin, le camp fortifié des Blancs Bois…). Cependant, la première référence à Tavigny (Tevenihc) nous provient du Polyptyque de Prüm en l'an 893 notifiant que l'abbaye de Prüm possédait à Tavigny une église, deux moulins, une brasserie et 17 manses (exploitation agricoles).
En 1823, Tavigny fusionna avec les communes de Boeur et Cowan.
Avant la fusion avec la commune de Houffalize en 1977, la commune de Tavigny se composait des villages et hameaux suivants : Tavigny, Cowan, Vissoule, Alhoumont, Wandebourcy, Boeur, Buret, Cetturu et Bernistap.

## Patrimoine et culture

### Lieux et monuments

#### Le château
Du château féodal initial ne subsiste qu'une tour de 10 m de côté dont les murs ont une épaisseur de 2 mètres. 
La date de la construction de la tour n'est pas connue. La tour a vraisemblablement existé seule, les pierres maçonnées n'étant pas imbriquées dans les murs adjacents. La construction semble donc dater de l'époque des tours-refuges. Une enceinte carrée flanquée de 4 tours dont 2 subsistent encore fut rajoutée par après. 
Ultérieurement, un bâtiment en équerre relia la tour carrée à une tour d'angle. Cette partie du bâtiment comporte encore une cheminée gothique.
Vers 1600, Jean d'Ouren fit construire une autre aile reliant le bâtiment existant à la 2e tour d'angle.
Le château appartenait en 1360 aux d'Ouren, qui furent seigneurs de Tavigny du XVe au XVIIe siècle, période à laquelle la famille d'Ouren s'étant éteinte, le château passa en héritage à la famille Dobbelstein d'Eynenbourg de Moresnet.
Le dernier seigneur de Tavigny, Charles-Auguste de Dobbelstein, sans enfant, meurt au château le 29 décembre 1811.
En 1816, le château fut vendu aux Nicolay, tanneurs de Stavelot.
De 1828 à 1832, le château fut le siège de la "Société du Luxembourg", chargée du projet de canal Meuse - Moselle.
Le château de Tavigny a été classé en 1972.

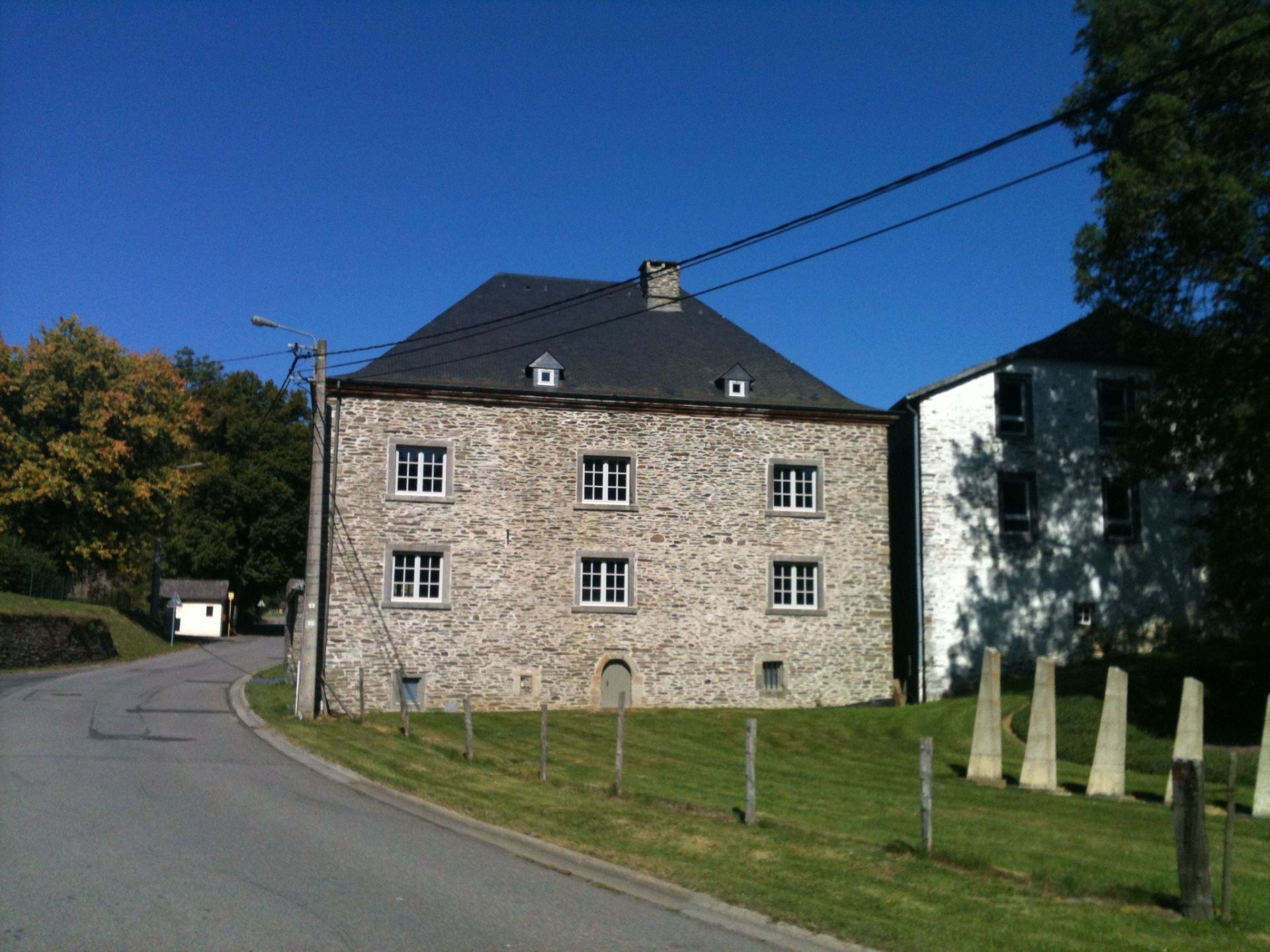
La ferme du château

##### La ferme du château
La ferme, quant à elle, date des XVIIe et XVIIIe siècles. 
Situé en contrebas du château, le massif corps de logis présente un plan presque carré. 

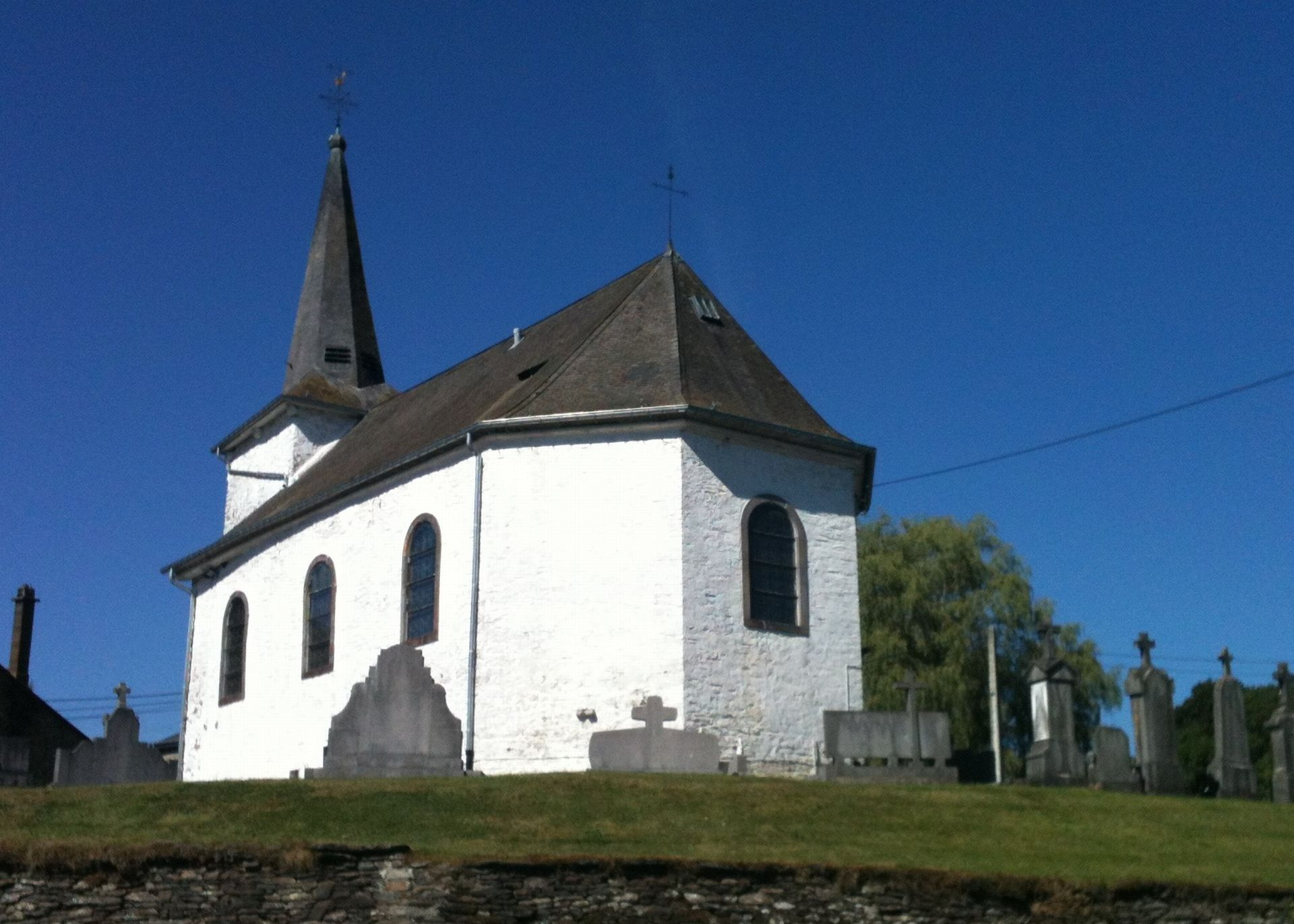
L’église Saint-Remi

Elle a été restaurée en 2012.

#### L'église Saint-Remi
La présence d'une église est nommée dans le Polyptyque de Prüm en 893. L'église actuelle date du début du XVIIIe siècle ; elle fut rénovée en 1866, 1886 et 1967.
Son mobilier est remarquable: le sculpteur Jean-Georges Scholtus de Bastogne exécuta les 3 autels, la chaire de vérité, les confessionnaux et les statues de Sainte-Barbe, Saint-Gengoux et Saint-Rémi au début du XVIIIe siècle.
Dans le chœur se trouvent 3 pierres tombales des anciens seigneurs de Tavigny au nom de Charles d'Ouren (1676), d'Auguste de Dobbelstein en 1811 et la 3e au nom de son épouse, Marie-Thérèse de Ludre, morte en 1803.
Sur le mur de l'église dans le cimetière, on trouvera la stèle de Clément Joseph Salmon, 20 ans, géomètre de la Société du Luxembourg, décédé au Château de Tavigny le 21 février 1829. Une autre stèle, datée du 1818, concerne Jean-Jacques Bourdon, "en son vivant ciuisinier au château de Tavigny".

#### L'école[3]

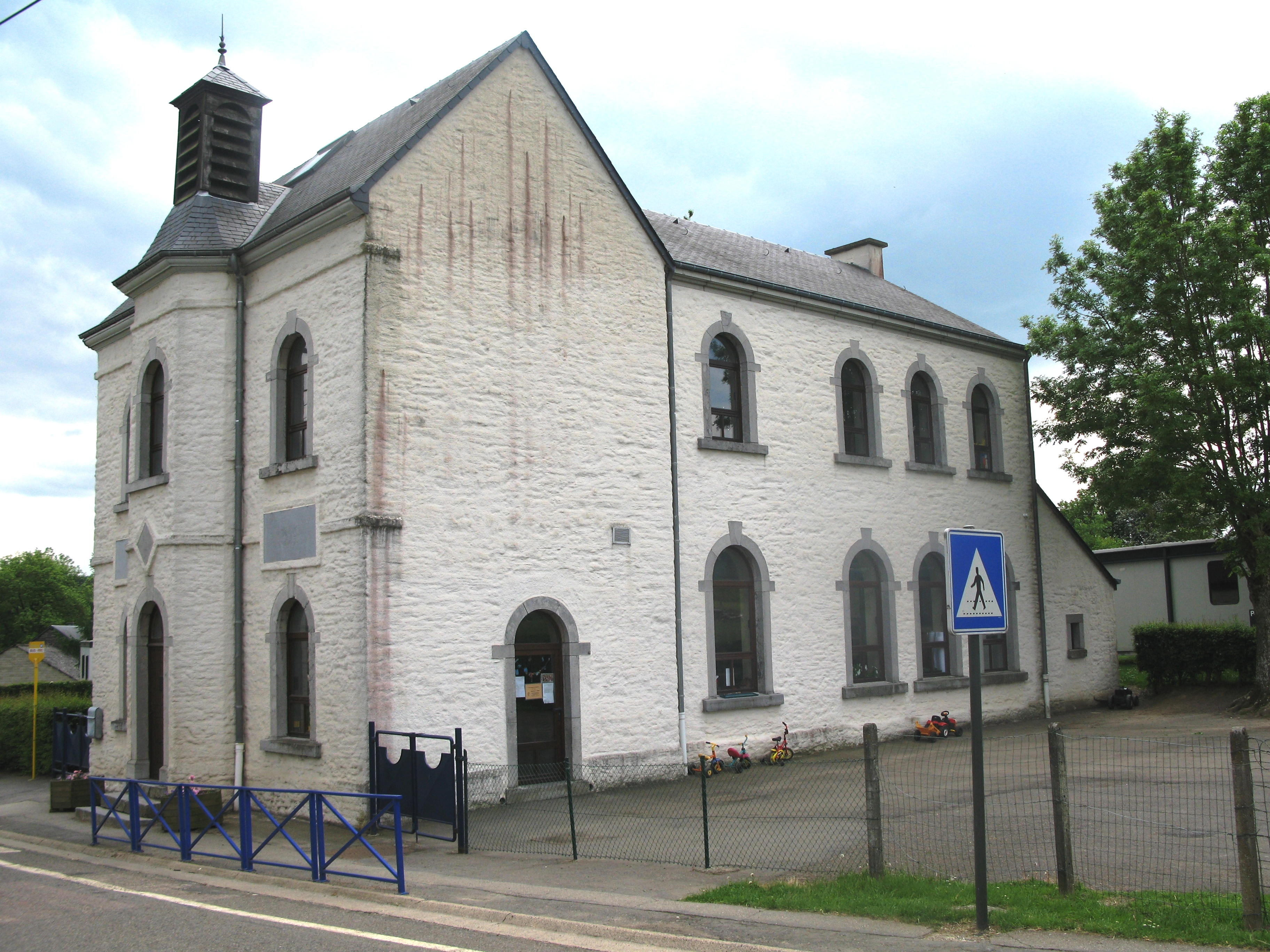
L’école

L'enseignement, avant 1870, était un enseignement catholique dispensé chez le curé du village. 
En 1868, la commune veut organiser l'enseignement et construit une école sur un terrain de la fabrique d'église.
Le bâtiment de l'école date de 1870 et est caractéristique de l'architecture scolaire de cette époque: construction néo-classique comprenant un corps principal en 3 travées sur deux niveaux, l'école comprend, à ses débuts, 2 salles de classe et une grande salle à l'arrière. A l'étage se trouve le logis pour l'instituteur.
Dans le courant du XXe siècle, le bâtiment abritera, outre la salle de classe, les bureaux du bourgmestre, du secrétaire et la salle des mariages. Ces salles se trouvent au 1er étage.
Le premier instituteur est Michel Crine de Tavigny.
L'école de Tavigny fermera en 1975. Cependant, grâce au combat de M. Georges Pasquasy, instituteur à Boeur, l'école de Tavigny rouvrira en 1983 afin d'accueillir une classe de maternelle.
En 1994, l'école de Boeur, trop petite, déménage dans les locaux rénovés et agrandis de Tavigny.
Depuis 2002, l'école de Tavigny est une implantation de l'école "Les Lys" de Houffalize.
En 2012, des travaux débutèrent afin d'offrir une salle de gymnastique. Ils se terminent en 2013.

### Les pistes cyclables
L'ancienne commune de Tavigny est traversée par deux anciennes lignes de chemin de fer transformées en pistes cyclables du réseau RAVeL :
- La ligne 163, ancienne ligne du chemin de fer belge, de Bastogne à Gouvy ;
- La ligne de tramway vicinal Bourcy - Houffalize.

### Sites d'intérêt archéologique
- St Martin (Mont St Martin, les Hêtres St Martin) - le temple gallo-romain, le sanctuaire chrétien, le village disparu
- le canal de Bernistap
  - Site du Cercle d'Etudes du Canal Bernistap-Hoffelt http://canalmeusemoselle.wordpress.com/
- le camp fortifié des Blancs Bois à Alhoumont
- les deux tumulus au lieu-dit "Tombales"
- la chaussée romaine Reims - Cologne

### Sites d'intérêt biologique
- le canal de Bernistap 
  - http://biodiversite.wallonie.be/fr/422-canal-de-bernistape.html?IDD=251659804&IDC=1881
- La réserve naturelle RNOB de Tavigny - http://biodiversite.wallonie.be/fr/1111-tavigny.html?IDD=251660815&IDC=1881

### Culture

#### Événements
- Les 24 Heures cyclistes de Tavigny (www.24h-cyclistes-tavigny.be)
- Télévie de www.tavigny-solidarite.be
- Kermesse du village, le dernier week-end de septembre